# Alexis Édouard Vignon
Pour les articles homonymes, voir Vignon.
Alexis Édouard Vignon, né à Marseille le 2 septembre 1806 et mort le 29 décembre 1884 à Toulon, est un officier et administrateur colonial français.

## Biographie
Il était fils d'Aimable-Victor Vignon, pharmacien en chef des hôpitaux militaires de la Cité Phocéenne, et de Marie-Thérèse Brauneisein.
Capitaine d'infanterie de marine, il exerce les fonctions de commandant particulier de la colonie française du Gabon du 15 décembre 1850 à 1853, puis de nouveau de 1857 à 1859.
Le 18 septembre 1852, l'officier signe au nom de la France, en qualité de commandant du comptoir fortifié du Gabon, un traité par lequel les Chefs de tribus du Cap Estérias reconnaissent la souveraineté française sur leur territoire.
Il est aussi l'auteur d'un article de référence issu de son expérience coloniale. Intitulé « Le comptoir français du Gabon sur la côte occidentale d'Afrique », ce texte fut inséré dans les Nouvelles annales des voyages, 1856 (p. 281-302).
Édouard Vignon était en poste à l'île de Gorée comme officier au 4e régiment d'infanterie de marine lorsqu'il fut décoré de la Légion d'honneur le 30 décembre 1857.
Amateur d'histoire naturelle, il enrichit la connaissance de la conchyliculture en ramenant en France une collection de 104 mollusques terrestres collectés en Afrique. La classification naturaliste lui rendit hommage en baptisant de son nom une variété de gastéropodes encore inconnue : Achatina Vignoniana (1874).